# Commerce Place (Edmonton)
Commerce Place ist ein Büro und Geschäftskomplex in Edmonton, Alberta, Kanada. Das Gebäude befindet sich auf der 10155 102 Street NW und erreicht eine Höhe von 125 Metern. Es verfügt über 27 Etagen und über eine Tiefgarage mit 625 Parkplätzen. Es wurde 1990 im postmodernen Architekturstil fertiggestellt. Im Erdgeschoss befinden sich mehrere Einkaufsgeschäfte und Restaurants. Des Weiteren ist der Bau durch pedway mit dem Manulife-Gebäude verbunden. Besitzer des Bauwerks, in dem mehrere Unternehmen ihren Sitz haben, ist die British Columbia Investment Management Corporation und wird von GWL Realty Advisors betrieben.